# Karin Jacobsen
Karin Jacobsen (14 de marzo de 1924 - 19 de septiembre de 1989) fue una actriz, directora y autora alemana.

## Biografía
Nacida en Düren, Alemania, Jacobsen se inició en el cine en los años posteriores a la Segunda Guerra Mundial, rodando, entre otras cintas, Die Andere (1949), Artistenblut (1949) y Furioso (1950). En 1952 hizo también un pequeño papel en la comedia dirigida por Kurt Hoffmann Wochenend im Paradies. 
Además de su trabajo como actriz, Jacobsen trabajó en los años 1950 como guionista y autora, incluyéndose en su trabajo las películas Männer im gefährlichen Alter, Fräulein vom Amt y Wege des Zufalls, todas ellas dirigidas por su marido, Carl-Heinz Schroth. 
Jacobsen también fue actriz teatral. Tras la Segunda Guerra Mundial, y bajo la dirección de Willy Maertens, empezó a trabajar en el Teatro Thalia de Hamburgo. Allí interpretó en 1948, junto a Carl-Heinz Schroth, la obra Die Hofloge, de Karl Farkas. Otras de las funciones del Teatro Thalia en las que actuó fueron: Towarisch, de Jacques Deval (1952), Tartufo (1952, de Moliére), La rosa tatuada (1952, de Tennessee Williams), Geliebter Schatten de Jacques Deval (1952; estreno en Alemania), Wege des Zufalls (1953, comedia escrita por ella), Mrs. Cheneys Ende (de Frederick Lonsdale, temporada 1954/1955), y Spiel im Schloss (de Ferenc Molnár, temporada 1954/1955). 
Más adelante Jacobsen se pasó a la televisión, medio en el cual continuó trabajando como actriz y guionista, encargándose de la adaptación de obras teatrales de Noel Coward, Jean Giraudoux y Jacques Deval.
En años posteriores Jacobsen solo hizo unos pocos papeles en el cine. En 1971 protagonizó Das Freudenhaus, film dirigido por Alfred Weidenmann en el que encarnaba a la prostituta Rosa, papel por el cual fue galardonada con la Filmband in Gold. En 1979 volvió a actuar en televisión, en esta ocasión en Der müde Theodor, una puesta en escena del Teatro Millowitsch de Colonia, emitida por la Westdeutscher Rundfunk.
Jacobsen fue también locutora de radio, trabajando en la Nordwestdeutscher Rundfunk, y participando en Gestatten, mein Name ist Cox, programa también emitido por la Bayerischer Rundfunk tätig.
Como autora, escribió obras de comedia y teatro de boulevard, entre ellas la farsa Pechschule y las comedias Wege des Zufalls (1953) y Bumerang. También dirigió regularmente, hasta los años 1980, muchas de sus obras. Su última dirección tuvo lugar en 1987 con Tratsch im Treppenhaus, comedia protagonizada por Jenny Jürgens en el Theater Die Kleine Freiheit de Múnich.
Jacobsen estuvo casada con el actor y director Carl-Heinz Schroth, con el que tuvo un hijo. Karin Jacobsen falleció a causa de un cáncer en 1989 en Nußdorf am Inn, Alemania, Fue enterrada en el Cementerio Nordfriedhof de Múnich.

## Selección de su filmografía
- 1949: Die Andere
- 1949: Artistenblut
- 1950: Furioso
- 1952: Liebe im Finanzamt
- 1954: Männer im gefährlichen Alter (guionista)
- 1954: Fräulein vom Amt (guionista)
- 1961: Quadrille
- 1963: Amphitryon 38
- 1966: Towarisch
- 1970: Scher' Dich zum Teufel, mein Engel
- 1971: Das Freudenhaus
- 1973: Mordkommission
- 1978: Tatort
- 1979: Der müde Theodor